# Sitiveni Halapua
Sitiveni Halapua (13 de febrero de 1969 - 23 de febrero de 2023) fue un economista y político tongano perteneciente al Partido Democrático de las Islas Amigas.

## Trayectoria

### Carrera académica
Halapua posee un doctorado en economía de la Universidad de Kent en Inglaterra. Entre 1981 y 1988 impartió clases de economía en la Universidad del Pacífico Sur en Suva, Fiyi, posteriormente se desempeñó como Director del Programa de Desarrollo de las Islas del Pacífico en el East-West Center en Hawái, y mientras trabajaba allí, desarrolló un sistema de resolución de conflictos basado en la práctica polinesia de Talanoa, que ha aplicado en las Islas Cook, Fiyi Tonga.
En noviembre de 2005 fue nombrado miembro del Comité Nacional de Reforma Política, con el objetivo de elaborar un plan para la reforma democrática de Tonga. En octubre de 2006, la Comisión recomendó un parlamento totalmente elegido. Más tarde culpó al primer ministro Feleti Sevele de "secuestrar" el informe de los disturbios de Nukualofa de ese año.

### Carrera política
Halapua fue candidato a Representante Popular en las elecciones generales de 2010, resultando electo por el distrito electoral de Tongatapu 3.
En julio de 2014, Halapua fue descartado como candidato del Partido Democrático; anunció que haría campaña como independiente en las elecciones de 2014,  pero finalmente decidió no presentarse. Tres años después, participó sin éxito en las elecciones de 2017.